# Sérgio Moro: A História do Homem por Trás da Operação que Mudou o Brasil
Sérgio Moro: A história do homem por trás da operação que mudou o Brasil é um livro de 2016 escrito pela jornalista Joice Hasselmann sobre Sergio Moro, o juiz responsável pela Operação Lava Jato em Curitiba. O livro, na época de seu lançamento, esteve listado entre os mais vendidos do país no gênero não-ficção, juntamente com outras obras sobre o juiz.
A obra é dividida em 11 capítulos e conta com o prefácio do jornalista José Nêumanne Pinto, intitulado "O bom combate ao poder do crime", no qual descreve a diferença entre o trabalho de Moro e os demais juízes. Na primeira seção, Hasselmann apresenta as suas razões para produzir a obra, em que esclarece que sua intenção é "(...) para mostrar a alma do homem que existe por trás da operação judicial que mudou o país. Teria ele motivações para agir com justiça diante dos políticos? Existiram momentos em que ele pensou em desistir? Como Moro fez para manter a serenidade diante de ataques covardes que sofreu por parte da imprensa e dos defensores deste governo criminoso? Moro pretende limpar toda a corrupção do Brasil? O menino que sempre gostou de super-heróis se sente um herói?".
O livro foi lançado durante o processo de impeachment de Dilma Rousseff, época em que vários livros foram publicados, tais como Petroladrões, de Ivo Patarra; Lava Jato, de Vladimir Netto; Sérgio Moro, de Luiz Scarpino Junior; A Outra História da Lava Jato, de Paulo Moreira Leite; e Assassinato de Reputações II, de Romeu Tuma Jr. e Claudio Tognolli.

## Sinopse
O livro tenta desvendar o homem por trás do juiz responsável pela operação que mudou o Brasil: a Lava Jato. São questionamentos que a obra se propõe a responder: "Quem é Sérgio Moro? Teria ele motivações para agir com justiça diante de políticos? Como ele consegue manter a serenidade diante dos ataques sofridos? Ele pensou em desistir? Como será o Brasil depois de sua atuação? Será que ele pretende limpar toda a corrupção do Brasil?"
A obra imerge no passado e na trajetória do juiz de primeira instância que atuou contra famosos casos de corrupção até liderar a investigação da Operação Lava Jato com o Ministério Público e a Polícia Federal. O leitor também conhecerá a atuação do juiz no caso do Banestado e do Mensalão, duas investigações de grande importância que contaram com o trabalho de Sérgio Moro. Desse modo, a proposta do livro fazer o leitor compreender o “fenômeno Moro” e o espírito verde-e-amarelo dos protestos.

## Críticas
No prefácio, José Nêumanne Pinto, dentre outras considerações, afirma que "Este perfil jornalístico, que resulta em bem apurada biografia o Juiz da Operação Lava Jato, será na certa consultado para outras biografias e até tratados sociológicos, historiográficos e da ciência política. Sua maior qualidade é dar ao trabalho do juiz a dimensão de seu êxito, que se explica pelo tamanho e pela especificidade da operação que conduz".
Para Gabriel Carrara, o livro "(...) deveria se chamar Lava Jato e não um livro sobre Sergio Moro, pois senão estamos desmerecendo todo o trabalho dos promotores neste processo. E atribuindo o processo da Lava Jato, apenas a Sergio Moro." Para Maria Cristina Fernandes, do Valor Econômico, o livro "(...) parece revelar mais sobre a autora do que do personagem em foco, de quem custa precisar até o local de nascimento."